# Kommerkion
Le kommerkion est dans l'Empire byzantin une taxe commerciale de 10 % levée en monnaie sur la valeur des marchandises vendues (importation, exportation et circulation).

## Présentation
Apparu à la fin du VIIIe siècle, le kommerkion est dans le monde byzantin une taxe au taux de 10 %  en monnaie sur la valeur d'une marchandise en transit ou en vente. L'impôt concerne autant le commerce extérieur que le commerce intérieur. 
Un premier exemple notable de kommerkion est l'exemption accordée en 785 par l'empereur byzantin Constantin VI à l'église de Saint-Jean-d'Éphèse concernant la foire qu'elle organise, d'un montant de 100 livres.  
Le fonctionnaire chargé de sa perception est le commerciaire. 